# 리오의 연정
리오의 연정(Blame It On Rio)은 미국에서 제작된 스탠리 도넌 감독의 1984년 코미디, 멜로/로맨스 영화이다. 마이클 케인 등이 주연으로 출연하였고 스탠리 도넌 등이 제작에 참여하였다.

## 출연

### 주연
- 마이클 케인
- 조셉 볼로그나
- 발레리 하퍼

### 조연
- 미쉘 존슨
- 데미 무어
- 조시 루고이

## 제작진
- 제작팀장: 로버트 E. 레일리아
- 배역: 월리스 니시타